# Kiyotaka Matsui
Kiyotaka Matsui (n. 4 ianuarie 1961) este un fost fotbalist japonez.

## Statistici
| Japonia | Japonia | Japonia |
| An      | Meciuri | Goluri  |
| ------- | ------- | ------- |
| 1984    | 2       | 0       |
| 1985    | 8       | 0       |
| 1986    | 2       | 0       |
| 1987    | 1       | 0       |
| 1988    | 2       | 0       |
| Total   | 15      | 0       |